# غزو النورمان لأيرلندا

حدث الغزو الأنغلو نورماني لأيرلندا (بالإنجليزية: Norman invasion of Ireland)‏ على مراحل خلال أواخر القرن الثاني عشر وأدى إلى احتلال مملكة إنجلترا الأنغلو نورمانية مساحات أراض كبيرة من الأيرلنديين. في ذلك الوقت، كانت أيرلندا الغيلية مكونة من عدة ممالك، وكان يسود ملك سامٍ على ملوك أقل شأنًا. كان الغزو النورماني حدًا فاصلًا في تاريخ أيرلندا، حدد نقطة بداية لأكثر من 800 عام من التدخل الإنجليزي، وفي وقت لاحق، البريطاني في أيرلندا.
في شهر مايو من عام 1169، رسى مرتزقة أنغلو نورمانيين في أيرلندا بناءً على طلب ديارمايت ماك مورخادا (ديرموت ماكموراغ)، ملك لاينستر المخلوع، الذي طلب مساعدتهم في استعادة مملكته. استولى ديارميت والنورمان على لاينستر في غضون أسابيع وشنوا غارات على الممالك المجاورة. حظي هذا التدخل العسكري بدعم هنري الثاني ملك إنجلترا وتأييد البابا أدريان الرابع.
في صيف عام 1170، حدث هبوطان آخران للنورمان، بقيادة إيرل بيمبروك الأنغلو نورماني، ريتشارد «سترونغ بو» دي كلير. بحلول شهر مايو من عام 1171، تولى سترونغ بو السيطرة على لاينستر واحتل بلدات ممالك دبلن النورسية الأيرلندية، ووترفورد وويكسفورد. في ذلك الصيف، قاد الملك السامي رويدري يوا كونشوبير (روري أوكونور) هجومًا أيرلنديًا مضادًا على النورمان، الذين تمكنوا رغم ذلك من السيطرة على معظم أراضيهم المحتلة. في أكتوبر من عام 1171، رسى الملك هنري مع جيش كبير في أيرلندا لفرض سيطرته على كل من الأنغلو نورمان والأيرلنديين. سلّم سادة النورمان أراضيهم المحتلة للملك هنري. سمح لسترونغ بو بحكم إقطاعة لاينستر وأعلن المدن تابعة للتاج. خضع الكثير من الملوك الأيرلنديين له، ربما أملًا منهم في أن يكبح توسع النورمان. منح هنري حكم مملكة ميث غير المحتلة لهيو دي ليسي. استمر توسع نورمان والهجمات المضادة الأيرلندية بعد رحيل هنري في عام 1172.
أقرت معاهدة ويندسور في عام 1175 الملك هنري حاكمًا على الأراضي المُحتلة، والملك رويدري حاكمًا على بقية أيرلندا، مع أداء رويدري أيضًا قسم الولاء لهنري. مع ذلك، سرعان ما انهارت المعاهدة؛ واصل سادة الأنغلو نورمان غزو الممالك الأيرلندية وهاجموا النورمان بدورهم. في عام 1177، اعتمد هنري سياسة جديدة. أعلن ابنه جون «سيدًا لأيرلندا» (أي البلد بأكمله) وأذن لأمراء نورمان بغزو المزيد من الأراضي. أصبحت المنطقة التي سيطروا عليها «سيادة أيرلندا» وشكلت جزءًا من الإمبراطورية الأنجوية. نُسبت الطبيعة الناجحة للغزو إلى عدد من العوامل. تشمل التفوق العسكري للنورمان وبنائهم القلاع؛ وافتقار الأيرلنديين إلى معارضة موحدة؛ ودعم الكنيسة الكاثوليكية لتدخل هنري.

## خلفية
في القرن الثاني عشر، كانت أيرلندا الغيلية مكونة من عدة ممالك كبرى، تضم كل منها عدة ممالك أقل شأنًا. كان الملك السامي القائد الأعلى، وكان يتلقى إتاوةً من الملوك الآخرين لكنه لم يحكم أيرلندا كدولة مركزية. كان يسكن النورسيون الأيرلنديون مع حكامهم بلدات الموانئ الخمسة دبلن، وويكسفورد، ووترفورد، وكورك، وليميريك.
غزا النورمان إنجلترا في الفترة بين عامي 1066 و 1075، ثمّ سيطروا على كل الأرليّات، وكذلك جميع الأبرشيات بعد عام 1096. في موازاة ذلك، خلقت معاهدة أبيرنثي تسوية محدودة بين الغزاة النورمان واسكتلندا، مع التخلي عن أراضٍ في كمبريا مقابل السلام. خلال العقود التالية، غزا سادة النورمان الكثير من جنوب ويلز وأنشأوا سيادتهم شبه المستقلة هناك. وفقًا للمؤرخ جون غيلينغهام، بعد الغزو النورماني، ظهر سلوك إمبريالي بين النخبة الجديدة في إنجلترا، وأصبحوا يرون جيرانهم السلتيين بربريون وأقل شأنًا.
في 11 سبتمبر من عام 1155، عقد الملك هنري الثاني ملك إنجلترا مجلسًا في وينشستر. وفقًا للراهب روبرت التوريني، ناقش هنري خططًا لغزو أيرلندا ومنحها لشقيقه ويليم فيتزإمبريس. مع ذلك، عُلقت الخطط، ويُزعم أن ذلك كان بسبب معارضة والدته، الإمبراطورة ماتيلدا.
ربما كان قادة الكنيسة الأنغلو نورمانية مصدر بعض مبادرات الغزو - خصوصًا ثيوبالد، رئيس أساقفة كانتربري - الذين أرادوا السيطرة على الكنيسة الأيرلندية. في نفس العام، أصدر البابا أدريان الرابع (البابا الإنجليزي الوحيد) المرسوم البابوي لودابيليتر، الذي أذن فيه لهنري بغزو أيرلندا كوسيلة لتعزيز الإصلاحات الغريغورية في الكنيسة الأيرلندية. سنّ زعماء الكنيسة الأيرلندية تشريعات للإصلاح، لا سيما في سينودوس كاشيل (عام 1101)، وراث برازيل (عام 1111) ، وكلس (عام 1152). ومع ذلك، كان تنفيذ الإصلاحات بطيئًا وصعبًا. «كان يطلب التخلي عن ملامح للمجتمع الغيلي تعود إلى عصور ما قبل المسيحية وممارسات كانت قد قبلتها كنيسة أيرلندا لقرون». شمل هذا الأمر المواقف تجاه الزواج، والتبتُّل الكهنوتي، ونهج الأسرار المقدسة، والسيطرة على أراضي الكنيسة.
تكلم جون السالزبوريّ، سكرتير رئيس أساقفة كانتربري في روما عن شعب أيرلندا «البربريّ الآثم». في عام 1149، كتب رئيس الدير الفرنسي برنارد من كليرفو المتنفّذ كتابًا عن القديس مالاتشي، وصف فيه أيرلندا بالبربرية وشبه الوثنية. ووفقا للمؤرخ إف. إكس. مارتن، كانت أيرلندا «بربريةً» في عيون برنارد لأنها ببساطة «احتفظت بثقافتها الخاصة وبقيت بعيدةً عن العالم الدنيوي اللاتيني». ترسخ وصف جون وبرنارد لأيرلندا في جميع أنحاء أوروبا، بدلًا عن الحقيقة حول إصلاحاتها.

## إرساءات عام 1169
في عام 1166، خُلع ديارمايت ماك مورخادا (ديرموت ماكموراغ) عن منصب ملك لاينستر على يد ائتلاف يقوده الملك السامي، رويدري يوا كونشوبير (روري أوكونور)، وملك بريفني، تيغيرنان يوا روايرك (تيرنان أورورك) . مع ذلك، سُمح له بالبقاء رئيسًا لمنطقته الأم، يوي سينسيليغ (هاي-كينيسلاغ).
فر ديارمايت من أيرلندا وطلب المساعدة من الملك هنري الثاني في استعادة ملكية لاينستر. سمح هنري لديارمايت بتجنيد المرتزقة وأذن لرعاياه بمساعدة ديارمايت. في المقابل، كان لزامًا على ديارمايت أن يقسم الولاء لهنري.
وافق عدد من السادة قادة حرس الحدود على المساعدة، ريتشارد دي كلير (المعروف أيضا باسم سترونغ بو) وروبرت فيتزستيفن، وموريس فيتزجيرالد، وموريس دي برندرغاست. منح ديارمايت وعدًا لسترونغ بو بتزويجه ابنته أويفي وتنصيبه ملكًا على لاينستر بعد وفاته. وعد روبرت وموريس بمنحهما حكم بلدة ويكسفورد ومنطقتين مجاورتين لها. بموجب القانون الأيرلندي، لم يكن لديارمايت الحق بفعل ذلك. بعد تأمين مساعدتهم، عاد إلى يوي سينسيليغ في عام 1167 وانتظر وصول المرتزقة.
في 1 مايو من عام 1169، رسى روبرت فيتزستيفن وموريس دي برندرغاست في خليج بانو، على الساحل الجنوبي من مقاطعة ويكسفورد، مع قوة لا تقل عن 40 فارسًا، و 60 رجلًا مسلحًا و 360 من الرماة. جُمعت هذه القوة مع حوالي 500 رجلٍ يقودهم ديارمايت. انطلقوا لغزو لاينستر والأراضي التي طالب ديارمايت بسيادته عليها. حاصروا أولًا ميناء ويكسفورد النورسي الأيرلندي، الذي استسلم بعد يومين. ثم داهموا ونهبوا الأراضي في شمال لاينستر، التي رفضت الخضوع لديارمايت. ثم شنوا غزوات أيضًا على مملكة أوسوري المجاورة، وهزموا قوات الملك دوناخاد ماك غيلا باترايك (دوناه ماكغيلاباتريك) في معركة أخاد أور. مع ذلك، سحب دوناخاد قواته إلى بر الأمان وبقي متمردًا.
ردًا على ذلك، قاد الملك السامي رويدري جيشًا إلى لاينستر لمواجهة ديارمايت والنورمان. شمل الجيش وحدات من كوناخت، وبريفني، وميث ودبلن، كل قوة منها يقودها ملكها. توصلوا إلى اتفاق في فيرنس: أُعلن ديارمايت ملكًا للاينستر، مقابل أن يعترف بسيادة رويدري عليه وأن يُبعد حلفاءه الأجانب نهائيًا. لضمان الانصياع، وافق ديارمايت على تسليم رويدري الرهائن، وكان ابنه من بينهم.
مع ذلك، سعى ديارمايت على ما يبدو إلى استخدام حلفائه الأنغلو نورمان لينصّب نفسه ملكًا ساميًا. بعد فترة وجيزة من اتفاقية فيرنس، رسى موريس فيتزجيرالد في ويكسفورد مع ما لا يقل عن 10 فرسان، 30 من الرماة الخيالة و100 من الرماة المشاة. في استعراض للقوة، سيّر موريس وديارمايت جيشًا إلى الشمال ودمروا مؤخرة دبلن.